# Nittert Fox
Nittert Fox, ook Neithart Fuchs, (gesneuveld bij Foxhol, 22 juli 1499) was een Saksisch ridder en legeraanvoerder. In 1495 trad hij in dienst bij Albrecht van Saksen om samen met Willibrord von Schaumberg Friesland en Groningen te onderwerpen.
Fox was volgens zijn rouwbord afkomstig uit een invloedrijke familie in Franken (Würzburg). Hij raakte als legeraanvoerder betrokken bij de strijd tussen de Schieringers en Vetkopers in Friesland en Groningen. In deze strijd nam hij in 1495 de Friese stad Bolsward in en brandschatte Workum. Hierna zocht Fox met zijn mannen in december onderdak in Sneek. Er ontstond al snel oproer over het gebrek aan soldij voor de soldaten. De Schieringers Bokke Harinxma en grietman Louw Donia probeerden de stad te ontvluchten, maar werden door Fox gevangengezet. Hij eiste losgeld voor de beide heren. Door de Snekers werd hiervoor de hulp van de stad Groningen ingeroepen. Fox verliet in mei 1496, toen het losgeld was betaald, het land.
In 1498 hield Fox een strooptocht in het Groninger Westerkwartier. Albrecht van Saksen streed met graaf Edzard I van Oost-Friesland om de macht in het noorden van het huidige Nederland. Er vond onder meer een veldslag plaats bij Noordhorn tussen de Saksen en de stad-Groningers, waarbij de Groningers door Fox en zijn mannen werden verslagen. Om de dood van Fox' hoofdman Jurjen van Reijnsberg te wreken werden Noord- en Zuidhorn platgebrand. In Aduard werd het klooster door de Saksen ingenomen. De Ommelander hoofdelingen voerden onderhandelingen om verdere vernietiging van hun bezittingen te voorkomen en betaalden een afkoopsom.
In juli 1499 raakte Fox opnieuw slaags met de Groningers, nu ter hoogte van de Vrouwenlaan even buiten het dorp Foxhol. Volgens overlevering raakte hij gewond, maar bleef strijden. Hij werd uiteindelijk gedood. Uit waardering voor zijn kwaliteiten als krijgsheer, werd het lichaam van Fox door zijn tegenstanders begraven in de kerk van het Minderbroedersklooster in de stad Groningen. Op zijn grafsteen de tekst:

Hier leit den held - Wiens herte noyt besweek - Nog in het veld - Oyt voor zijn vijand week: - Die, als hij zag -
Zijn Volk verslagen wert, - Vogt, daar hij lag, - Nog met een manlijk hert

Het rouwbord dat bij zijn graf werd gehangen is in of voor 1743 verdwenen. De Latijnse tekst is wel bewaard gebleven: 

IMA FRANCONIA NITERDUM VULPES ALUMNA / HERBIPOLI QUONDAM FOVIT IN ORBE POTENS / MARTIS ERAM DECUS AC EQUITUM PEDITUMQUE MONARCHA / MAGNUS ET IMMENSI BELLIGER ORBIS ERAM / INNUMEROS DOMUI POPULOS, VILLAGIA ET URBES / ACER ET ARMI POTENS ALTER ACHILLES EGO / INDOMITOS SUEVOS GLADIO VIBRANTE SUBEGI / INSOLITOQUE IUGO SUBSTRAVI FRISIONES

Volgens een aantal kroniekschrijvers, zou Fox de naamgever zijn van het dorp Foxhol. Dat werd echter in 1460 al vermeld als Vossehol. Het is echter ook mogelijk dat een bestaande plaats Vossenhol in Foxhol is omgedoopt.